# Alessandro Boni
Alessandro Boni, (nacido el 12 de marzo de 1964 en Florencia, Italia) es un exjugador italiano de baloncesto. Su posición natural en la cancha era la de pívot.

## Trayectoria
- Victoria Libertas Pesaro (1981-1983)
- Reyer Venezia (1983-1984)
- Fabriano Basket (1984-1989)
- Victoria Libertas Pesaro (1989-1993)
- Scaligera Verona (1993-1999)
- Aurora Jesi (1999-2000)

## Palmarés
- LEGA: 1

Victoria Libertas Pesaro: 1989-90
- Copa de Italia: 1

Victoria Libertas Pesaro: 1992
- Supercopa de Italia: 1

Scaligera Verona: 1996
- Copa Korać: 1

Scaligera Verona: 1997-1998